# Alexander Grelland
Alexander Grelland (født 9. januar 1966 i Lillehammer, Norge) er en norsk/dansk atlet (stangspringer). Han startede karrieren i Norge først i Spydeberg IL senere fra 1987 i Indre Østfold. Han kom til Danmark for at gå på Bagsværd Kostskole og var han først i Bagsværd AC og fra 1990 medlem af Sparta til vinteren 2001. Han gik derefter til Københavns IF og fra 2003 i Hvidovre AM. Han var under nogle år i 1980'erne på St. Lawrence University i New York. Grelland er norsk statsborger men med amerikanske rødder.

## Danske mesterskaber
- Bronze 2005 Stangspring 4,35
- Sølv 2004 Stangspring 4,85
- Bronze 2003 Stangspring 4,30
- Sølv 2002 Stangspring 4,70
- Sølv 2002  Stangspring inde 4,70
- Bronze 2001 Stangspring 4,61
- Sølv 2001 Stangspring inde 4,60
- Sølv 1999 Stangspring 4,80
- Bronze 1994 Stangspring 4,80
- Bronze 1991 Stangspring 4,70
- Sølv 1990 Stangspring 4,90

## Norske mesterskaber
- Guld 1988 Stangspring 4,85
- Guld 1987 Stangspring 4,80
- Bronze 1986 Stangspring 4,70

## Bedste resultat
- Stangspring: 5,20 (1991)

## Ekstern henvisning
- DAF i tal Alexander Grelland I Arkiveret 7. juni 2007 hos  Wayback Machine /II Arkiveret 6. juni 2007 hos  Wayback Machine
- Norske mesterskab i stangspring – Friidrett.no
- SportExcel Medarbejdere Arkiveret 25. februar 2015 hos  Wayback Machine

| Atletikudøver | Spire Denne biografi om en atletikudøver er en spire som bør udbygges. Du er velkommen til at hjælpe Wikipedia ved at udvide den. |